# Eobalaenoptera harrisoni
Eobalaenoptera harrisoni (лат.) — вымерший вид усатых китов, единственный в роде Eobalaenoptera. Известен по ископаемым остаткам из среднего миоцена Виргинии, США (около 14 млн лет назад).
Название рода образовано из названия Balaenoptera и префикса eo- (от др.-греч. Ἕως — «заря»). Оно связано с тем, что авторы первоописания рода рассматривали его как раннего представителя клады, включающей семейство Balaenopteridae. Видовое название harrisoni дано в честь Картера Гаррисона — волонтёра, работавшего на раскопках.

## Ископаемые остатки
Остатки Eobalaenoptera были найдены в виргинском округе Кэролайн, в карьере Carmel Church Quarry, в породах формации Калверт в 1991—1992 годах. Это скелет, от которого остались задняя часть черепа, часть правой барабанной буллы, первые 28 позвонков, часть рёбер и большая часть костей передних конечностей (на каждой из которых сохранилось по 4 пальца). Кроме того, была найдена изолированная левая барабанная булла. Из того же карьера происходят и другие кости, в том числе челюстные, которые могут относиться к этому виду.
Вид и род были описаны в 2004 году исследователями из Музея естественной истории Виргинии и Музея естественной истории Карнеги. Найденные остатки хранятся в первом музее; скелет, послуживший голотипом вида, получил обозначение VMNH 742, а изолированная булла — VMNH 3483.

## Классификация
Авторы первоописания сделали вывод, что род входит в кладу, включающую полосатиковых и серых китов (иногда рассматриваемую как надсемейство Balaenopteroidea), и предположили, что он входит в семейство полосатиковых. С их точки зрения, находка Eobalaenoptera показала, что упомянутая клада отделилась от остальных китообразных не менее 14 млн лет назад. В 2005 году вышла работа, авторы которой пришли к выводу, что найденных остатков недостаточно для уверенного отнесения рода к Balaenopteroidea и его следует рассматривать как род усатых китов неясного систематического положения. В книге Аннализы Берты 2017 года род всё же отнесён к семейству полосатиковых (Balaenopteridae), хотя в вышедшей годом ранее статье других авторов он в перечень миоценовых полосатиковых не включён.